# Comuna de Murów
Murów (polaco: Gmina Murów) é uma gminy (comuna) na Polónia, na voivodia de Opole e no condado de Opolski. A sede do condado é a cidade de Murów.
De acordo com os censos de 2004, a comuna tem 6013 habitantes, com uma densidade 37,5 hab/km².

## Área
Estende-se por uma área de 159,7 km², incluindo:
- área agricola: 19%
- área florestal: 75%

## Demografia
Dados de 30 de Junho 2004:
|                      | Total   | Total | Mulheres | Mulheres | Homens  | Homens |
| -------------------- | ------- | ----- | -------- | -------- | ------- | ------ |
|                      | pessoas | %     | pessoas  | %        | pessoas | %      |
| População            | 6013    | 100   | 3073     | 51,1     | 2940    | 48,9   |
| Densidade (pop./km²) | 37,5    | 100   | 19,2     | 19,2     | 18,3    | 18,3   |

De acordo com dados de 2002, o rendimento médio per capita ascendia a 1146,11 zł.

## Subdivisões
- Bukowo, Dębiniec, Grabice, Grabczok, Kały, Młodnik, Murów, Nowe Budkowice, Okoły, Radomierowice, Stare Budkowice, Zagwiździe.

## Comunas vizinhas
- Dobrzeń Wielki, Kluczbork, Lasowice Wielkie, Łubniany, Pokój, Wołczyn